# Adult contemporary

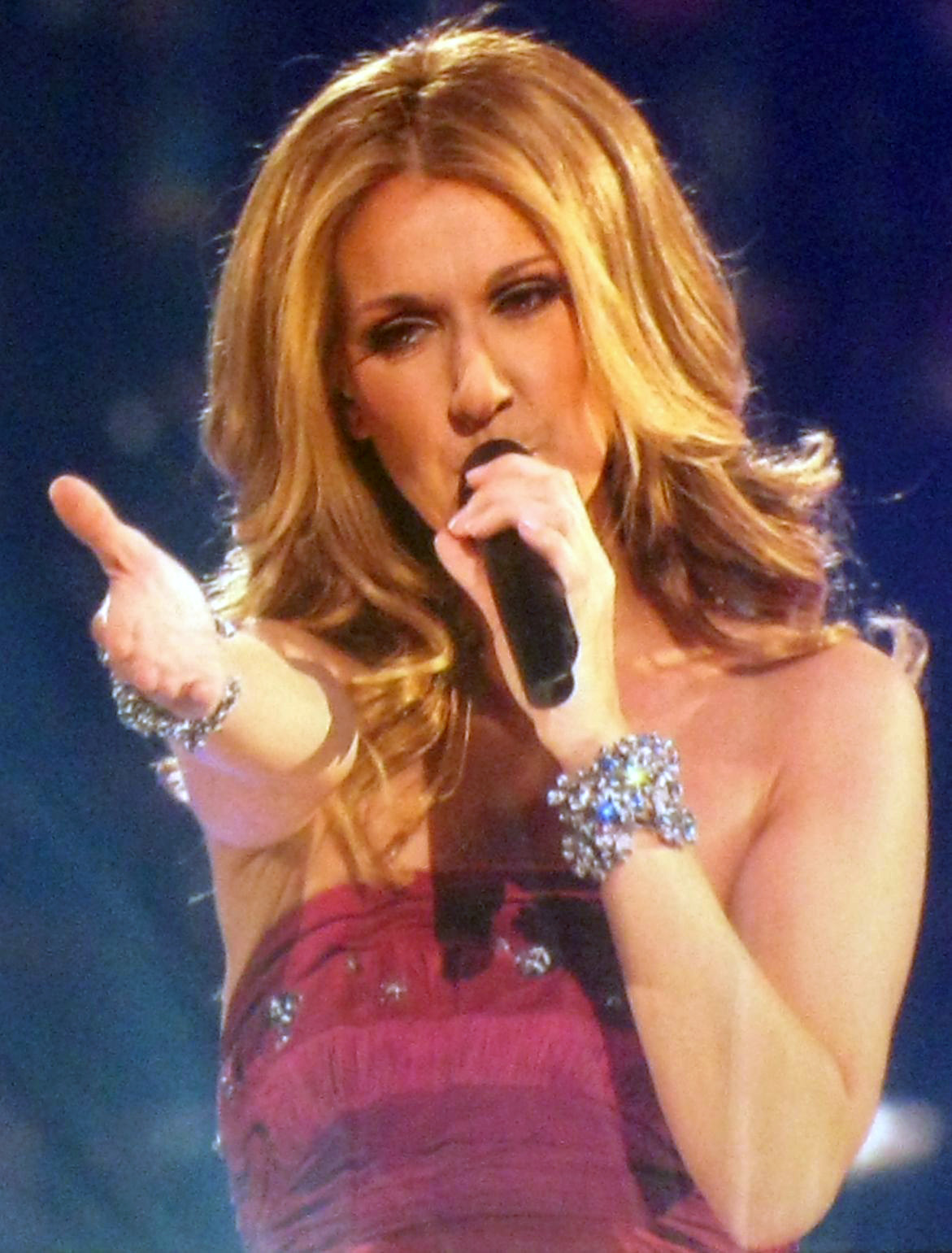
Céline Dion se jako interpretka adult contemporary stala jednou z největších hvězd hudebního průmyslu, s prodejností více než 220 milionů nahrávek.

Adult contemporary, zkráceně AC, je hudební styl vycházející z vokální hudby šedesátých let dvacátého století a soft rocku let sedmdesátých, směřující až do podoby tvrdých moderních balad – písní v různé míře ovlivněných easy listeningem, soulem, rhythmem and blues a rockem. Žánrově navazuje především na easy listening a soft rock, populární v 60. a 70. letech, se vstřebáním pozdějších vlivů v pop music a rockové hudbě.

## Charakteristika
Adult contemporary směřuje k plnému, uklidňujícímu a uhlazenému vyznění s důrazem na melodii a harmonii. Akcentace melodičnosti má za cíl získání posluchačovy pozornosti. Příjemný a klidný charakter může sloužit k pasivnímu poslechu v podobě zvukové kulisy.
U tvrdších nebo romantických balad jsou využity akustické nástroje – akustická kytara, klávesy či saxofon. Elektrická kytara je standardně utlumena. Nicméně novější trendy také pracují se syntezátory (a další elektronikou, včetně bicího automatu).

## Subžánry
Během vývoje tohoto hudebního stylu vznikla řada subžánrů:
- Hot adult contemporary – zaměřující se na mladší věkovou skupinu 18–40 let[9] a oproti klasickému AC s vyšším podílem nových skladeb,
- Soft adult contemporary, také Lite AC – vycházející především ze starších šlágrů.[9] Hudební výběr tvoří příjemné a „jemné“ skladby s cílem zvukové kulisy nerušit posluchače při jiné činnosti.[10]
- Urban adult contemporary – stylově podobný soft AC, na rozdíl od něj však kladoucí důraz na žánry R&B a soul,
- Rhythmic adult contemporary – stylově podobný hot AC, avšak s důrazem na taneční hudbu, R&B a disco,
- Gold adult contemporary, také Oldies AC – kombinující klasický AC a oldies styl. Novinky vydává výjimečně a zaměřuje se na starší část posluchačů, v rozmezí 30–60 let,[9]
- Christian adult contemporary – představuje crossover mainstreamového proudu a hot AC s texty křesťanské tematiky. Představitelem tohoto formátu je např. Michael W. Smith.

## Rozhlas a hitparády
Rozhlasové stanice orientované na adult contemporary se zaměřují na hlavní proud s vyloučením hip hopu, taneční hudby, hard rocku a některých forem teen popu, tj. stylů méně populárních u hlavní cílové skupiny posluchačů, kterou je dospělé publikum obvykle v rozpětí 25–44 let věku, od 60. let 20. století představující nejvhodnější demografickou skupinu pro inzerenty reklamy.
Hudební časopis Billboard vydává hitparády písní zaměřených na tento žánr, a to Billboard Adult Contemporary od roku 1961 a Adult Top 40 od roku 1996.

## Hudebníci Soft Adult Contemporary
Seznam uvádí výběr představitelů soft adult contemporary:

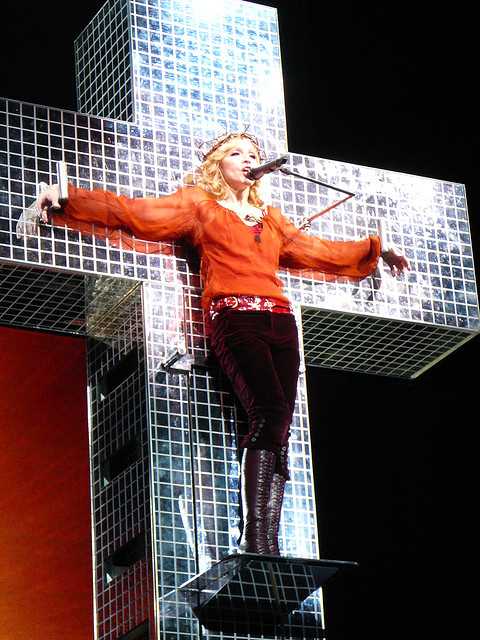
Singl „Live to Tell“ od Madonny vedl v květnu 1986 po tři týdny hitparádu Hot Adult Contemporary

- Shakira
- Christina Aguilera
- Elton John
- Céline Dion
- Enrique Iglesias
- Rod Stewart
- Lionel Richie
- John Mayer
- Billy Joel
- Matchbox Twenty
- Fleetwood Mac
- David Bowie
- Phil Collins
- Annie Lennox
- Madonna
- Chicago
- Journey
- Sheryl Crow
- Mariah Carey
- Michelle Branch
- Leona Lewis
- Kelly Clarkson
- Amy Winehouse
- Andrea Bocelli
- Josh Groban
- Sarah Brightmanová
- Commodores
- Bee Gees
- Michael Bublé
- Stevie Wonder
- Simply Red
- Carpenters
- Eros Ramazzotti
- Tori Amos
- Dido
- Mike + The Mechanics